# Saralandż (Szirak)
Saralandż – wieś w Armenii, w prowincji Szirak. W 2011 roku liczyła 1181 mieszkańców.